# Isometopinae
Isometopinae is een onderfamilie van wantsen van de familie van de blindwantsen (Miridae). De familie werd voor het eerst wetenschappelijk beschreven door Franz Xaver Fieber in 1860.

## Taxonomie
De onderfamilie bestaat uit de volgende geslachtengroepen:
- Tribus: Diphlebini Bergroth, 1924
  - Diphleps Bergroth, 1924
- Tribus: Electromyiommini Herczek, 1993
  - Archemyiomma Herczek, 1993
  - Clavimyiomma Popov & Herczek, 1992
  - Electroisops Herczek & Popov, 1997
  - Electromyiomma Popov & Herczek, 1992
  - Hoffeinsoria Herczek & Popov, 2012
  - Metoisops Popov & Herczek, 1992
- Tribus: Gigantometopini Herczek, 1993
  - Astroscopometopus Yasunaga & Hayashi, 2002
  - Bruneimetopus Taszakowski, Kim & Herczek, 2020
  - Gigantometopus Schwartz & Schuh, 1990
  - Megalofaciatus Taszakowski, Kim & Herczek, 2021
  - Planicapitus Taszakowski, Kim & Herczek, 2020
  - Sulawesimetopus Herczek, Gorczyca & Taszakowski, 2018
- Tribus: Isometopini Fieber, 1860
  - Alcecoris McAtee & Malloch, 1924
  - Corticoris McAtee & Malloch, 1922
  - Fronsonia Herczek, 1993
  - Isometopidea Poppius, 1913
  - Isometopiellus Akingbohungbe, 1996
  - Isometopus Fieber, 1860
  - Jozefus Herczek, 1993
  - Kohnometopus Yasunaga, 2005
  - Lidopus Gibson, 1917
  - Nesocrypha Kirkaldy, 1908
  - Paloniella Poppius, 1915
  - Wetmorea McAtee & Malloch, 1924
- Tribus: Myiommatini Bergroth, 1924
  - Namaquaropus Akingbohungbe, 2004
  - Myiomma Puton, 1872
  - Sophianus Distant, 1904
  - Aristotelesia Carvalho, 1947
  - Plaumannocoris Carvalho, 1947
  - Totta Ghauri & Ghauri, 1983

Geslachten die niet binnen een van de geslachtengroepen vallen:
- Australotopus Namyatova & Cassis, 2016
- Eurocrypha Kirkaldy, 1908
- Heidemannia Uhler, 1891
- Isometocoris Carvalho & Sailer, 1954
- Lindbergiola Carvalho, 1951
- Magnocellus Smith, 1967
- Paratopus Herczek, 1993
- Ptisca McAtee & Malloch, 1932
- Teratodia Bergroth, 1924